# Guido Caloi
Guido Caloi (Erbè, 7 de novembro de 1896 — São Paulo, 22 de março de 1955) foi um empresário ítalo-brasileiro, pioneiro na fabricação de bicicletas no Brasil.
Após a morte do pai, Luigi Caloi, em 1924,  Guido e seus irmãos, assumiram as empresas da família -  a Casa Poletti & Caloi (oficina para locação, conserto e manutenção de bicicletas) e a Bianchi do Brasil (representação comercial de bicicletas). Com o advento da Segunda Guerra Mundial, houve a interrupção da importação de peças, e assim, a família passou a fabricar peças de reposição. Com estrutura e equipamentos montados, em 1948, Guido fundou a primeira fábrica de bicicletas do Brasil: a Caloi.